# Gigetta Morano
Pour les articles homonymes, voir Morano.
Gigetta Morano, née le 2 août 1887 à Vérone (Italie) et morte le 11 octobre 1986 à Turin, est une actrice italienne de cinéma.

## Biographie
Luigia « Gigetta » Morano est née à Vérone, mais sa famille déménage quand elle est encore très jeune à Turin, où son père, un vétérinaire dans l'armée, avait été transféré. À seulement 17 ans, en opposition aux principes stricts de son environnement d'origine qui proscrivait l’activité d’actrice, elle commence à fréquenter des compagnies de théâtre amateur, jusqu'à rompre toutes les relations avec sa famille. Elle est imitée dans cette passion par sa jeune sœur Esther, qui est cependant morte très jeune, à seulement vingt ans, en 1913. Luigia entre ensuite dans la compagnie théâtrale d’Ermete Novelli.
En 1908, lors d'une pause d’activité du théâtre, elle rencontre Luigi Maggi, qui lui propose d'entrer à l'Ambrosio Film, une société de production cinématographique fondée trois ans plus tôt, et à l’époque en pleine phase de développement, qui recrute des acteurs principalement dans l'environnement du théâtre amateur turinois.
En 1909, sur le plateau de tournage encore improvisé, Gigetta joue son premier rôle comique aux côtés de Marcel Fabre, dans un court-métrage intitulé Un signore che soffre il solletico (Un homme qui souffre de chatouillement), avec des scènes extérieures filmées dans le parc du Valentino. Elle y interprète une prostituée qui aborde un homme distingué qui flâne dans les rues. L’essai est convaincant, et Morano abandonne le théâtre pour entrer chez Ambrosio. Dans une époque caractérisée par une mobilité frénétique d’acteurs et réalisateurs entre les diverses société de production, elle y restera jusqu’à 1920, en dehors d’une petite parenthèse en 1917 chez Corona Film.

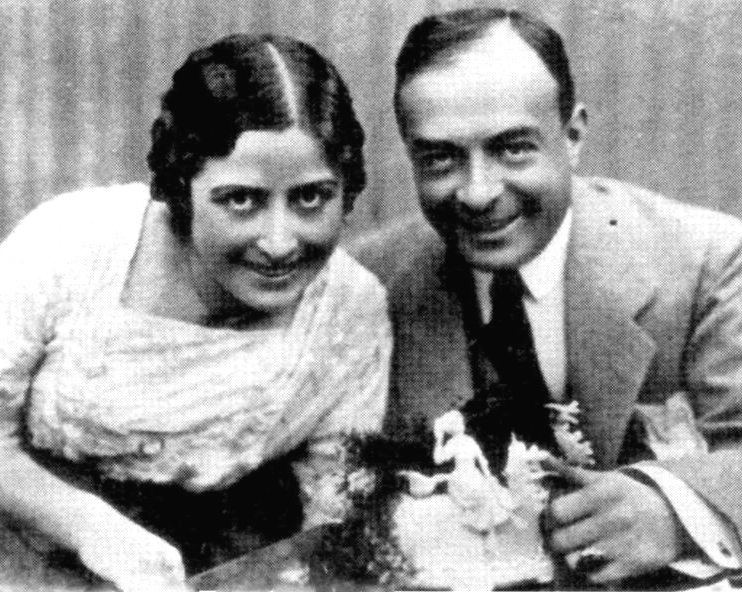
Gigetta Morano et Eleuterio Rodolfi, couple inséparable de nombreux films comiques, en 1915.

En 1910, l’Ambrosio, qui avait jusqu’ici produit une douzaine de comédies par an sans les centrer sur un acteur en particulier, décide d’élargir sa production dans ce secteur. La société produit 13 films en 1909, 43 en 1910, 60 en 1911, et 77 en 1912.
Suivant le style de l’Itala, qui, en 1909, avait créé le personnage de « Cretinetti » avec lequel elle avait réalisé une vingtaine de courts-métrages à succès, l’Ambrosio crée les personnages de « Fricot », « Robinet » (interprété par l’acteur espagnol Marcel Fabre). S’y ajoute parfois « Firulì », un personnage interprété par une enfant, Maria Bay. L’idée de l’Ambrosio était d’associer un personnage comique féminin à ces personnages masculins déjà connus, et c‘est ainsi que Morano devient, sous le pseudonyme de « Gigetta », la première actrice comique du cinéma italien.
Morano joue dans plus de 100 films pour l’Ambrosio dans les années précédent l’entrée en guerre de l’Italie. La plupart sont des comédies, mais l’actrice joue également dans des films historiques et dramatiques. Elle ne se limite pas non plus à la série des « Gigetta », puisqu’elle joue dans des œuvres dérivées de la littérature ou du théâtre comme Mam'zelle Nitouche, qui a rencontré un succès international, aussi bien auprès du public que des critiques, ou encore La Bisbetica domata (it) (La Mégère apprivoisée) et Il matrimonio di Figaro (it) (Le Mariage de Figaro).
Morano se voit confier certains des rôles les plus importants dans des films tels que I promessi sposi, réalisé en concurrence avec un film identique de la Pasquali, ainsi que il Granatiere Roland et la Gerla di Papà Martin. Elle participe également à quelques films réalisés par Mario Caserini ou par Luigi Maggi. Mais dans la grande majorité de ses films, elle a à ses côtés (et aussi comme réalisateur) Eleuterio Rodolfi. Le succès du couple artistique et professionnel (Morano a toujours nié qu’il était également sentimental) est tel que l’Ambrosio avait une troupe exclusivement destinée à la production de leurs films.
La considération qu’a Ambrosio pour l’actrice est telle qu’elle est envoyée, avec, Rodolfi, en Espagne, lorsque la société veut répondre à une initiative de son concurrent la Cines qui ouvrait des canaux de production et de distribution dans la péninsule ibérique. Le groupe se rend à Barcelone et Séville, où ils tournent également quelques films tels que Il matrimonio di Figaro (it). Morano éprouve une confiance réciproque pour l’Ambrosio, convaincue que c’était « une grande famille, plein d’amis ». Ainsi, l’actrice n’abandonnera pas la société, même quand son partenaire de nombreux films, Rodolfi, la quittera pour fonder sa propre société de production.
Déjà en difficulté pendant les années de la guerre, l’industrie du cinéma italien entre dans une crise irréversible à la fin du conflit, entraînant avec elle la fin de l’activité de l’Ambrosio, et avec elle la carrière de Gigetta Morano. L’actrice ne participe qu’à quelques films de 1917 à 1921, année de sa retraite. Elle tentera un retour dans les années du cinéma sonore, dont deux fois avec Fellini dans Les Vitelloni et Huit et demi, ainsi que deux autres films moins connus, mais ce sera une expérience qu’elle-même jugera décevante.
Pendant toute la durée où Morano séjourne dans une maison de retraite pour artistes, elle reçoit à de nombreuses reprises chercheurs et critiques qui s’intéressaient à son témoignage sur la période du cinéma muet à Turin. Elle évoque les années de succès avec lucidité et ironie, mais également une certaine nostalgie, car cette activité l’avait privée de la possibilité d’avoir une famille. Gigetta Morano meurt en 1986, quelques semaines après avoir fêté ses 99 ans, et est enterrée dans le cimetière monumental de Turin.

## Filmographie

### Années 1909-1916
1909
- Un signore che soffre il solletico
- Il naufrago
- Il figlio delle selve
- La leggenda della croce de Mario Morais (it)

1910
- Il diavolo zoppo de Luigi Maggi
- Nuccia la pecoraia d’Arrigo Frusta
- Gigetta si vendica di Robinet de Marcel Fabre
- La più forte de Luigi Maggi
- La stanza segreta (1830) de Giuseppe Gray et Luigi Maggi
- Il segreto del gobbo de Luigi Maggi
- Gigetta al reggimento de Marcel Fabre
- Didone abbandonata (it) de Luigi Maggi
- Il biglietto di favore
- Stratagemma d'amore de Giovanni Vitrotti

1911
- Il granatiere Roland (it) de Luigi Maggi
- L'adultera (it) de Mario Caserini
- La Tigresse (La tigre) de Luigi Maggi
- La figlia di Jorio (it)[11]
- La madre e la morte (it)[11]
- La regina di Ninive (it) de Luigi Maggi
- Salambò d’Arturo Ambrosio
- La bambola di Luisetta d’Arrigo Frusta
- Barillot si porta deputato
- Il cane accusatore
- Il domino azzurro
- Effetti della jupe-culotte
- Giuda[11]
- La pena del taglione
- Robinet in bolletta
- Robinet innamorato di una chanteuse
- Robinet entre deux feux (Robinet tra due fuochi) de Marcel Fabre
- Sogno di un tramonto d'autunno (it) de Luigi Maggi
- Le tentazioni di Sant'Antonio d’Arrigo Frusta
- Vendetta di amico

1912
- Mam'zelle Nitouche de Mario Caserini
- Viaggio di nozze (it) d’Alberto Degli Abbati
- Robinet troppo amato da sua moglie de Marcel Fabre
- La prima notte d’Eleuterio Rodolfi
- Il biglietto da mille d’Eleuterio Rodolfi
- La nave dei leoni (it) de Luigi Maggi
- La moglie del mio cliente (it) d’Eleuterio Rodolfi
- Un buon posto d’Eleuterio Rodolfi
- I cavalieri di Rodi (it) de Mario Caserini
- La mala pianta (it) de Mario Caserini
- L'amico dello sposo d’Eleuterio Rodolfi
- Il bacio di Emma d’Eleuterio Rodolfi
- L'ostrica perlifera d’Eleuterio Rodolfi
- Il recluso numero 75 de Luigi Maggi
- Rodolfi apache d’Eleuterio Rodolfi
- La vergine del giglio d’Arrigo Frusta
- Nelly la domatrice de Mario Caserini
- La poliziotta

1913
- Che paese allegro! d’Eleuterio Rodolfi
- La buona istitutrice d’Eleuterio Rodolfi
- La collegiale
- Il mio matrimonio d’Eleuterio Rodolfi
- Il sogno di due rondini d’Eleuterio Rodolfi
- Un successo diplomatico d’Eleuterio Rodolfi[7]
- Cenerentola (it) d’Eleuterio Rodolfi
- Il bustino rosa d’Eleuterio Rodolfi
- Bello stabile d’Eleuterio Rodolfi
- Ah! Che avventura! (it) d’Eleuterio Rodolfi
- Un diavolo si fa eremita d’Eleuterio Rodolfi
- Il francobollo raro d’Eleuterio Rodolfi
- I promessi sposi d’Eleuterio Rodolfi
- La bisbetica domata (it) d’Arrigo Frusta
- L'oca alla Colbert (it) d’Eleuterio Rodolfi
- Il matrimonio di Figaro (it) de Luigi Maggi[7]
- Per il mio amore d’Eleuterio Rodolfi
- La capanna e il tuo cuore
- Complice il marito d’Eleuterio Rodolfi
- Forza irresistibile
- Per fare la sua conoscenza d’Eleuterio Rodolfi
- Quel discolo di papà
- Quell'angelo di mia suocera d’Eleuterio Rodolfi
- Uno è di troppo d’Eleuterio Rodolfi
- Partita doppia
- Gigetta non è gelosa
- La figlia del torero
- I due simili
- L'avventura del maggiore
- Quel galantuomo del mio cameriere
- Coiffeur pour dames
- Come presi moglie (it) d’Eleuterio Rodolfi
- Oh! Quel bottone!
- Il piccolo burattinaio

1914
- Michele Perrin (it) d’Eleuterio Rodolfi
- Gigetta è gelosa d’Eleuterio Rodolfi
- La gerla di papà Martin (it) d’Eleuterio Rodolfi
- Da galeotto a marinaio d'Ernesto Vaser
- Il rivale di papà de Carlo Campogalliani
- Un curioso accidente d’Eleuterio Rodolfi
- Ah! Quella Gigetta! d’Eleuterio Rodolfi
- La signora del biglietto profumato d’Eleuterio Rodolfi
- La sorpresa dell'uomo d’Eleuterio Rodolfi
- Gigetta non lo vuole d’Eleuterio Rodolfi
- Le acque miracolose d’Eleuterio Rodolfi
- Un'avventura in treno d’Eleuterio Rodolfi
- Il cappello di papà de Gino Zaccaria
- Causa lo sciopero d’Eleuterio Rodolfi
- Che rassomiglianza! d’Eleuterio Rodolfi
- Il poeta (it) d’Eleuterio Rodolfi
- L'inferriata
- Rodolfi manca alla recita d’Eleuterio Rodolfi
- Rodolfi ride d’Eleuterio Rodolfi
- Rodolfi sposa la cuoca d’Eleuterio Rodolfi
- L'eredità di Rodolfi d’Eleuterio Rodolfi
- Rodolfi ha una brutta cameriera d’Eleuterio Rodolfi
- Rodolfi in patria d’Eleuterio Rodolfi
- Il naufrago della vita regia di Riccardo Tolentino (it)

1915
- Al gufo nero de Carlo Campogalliani
- Finalmente soli! d’Eleuterio Rodolfi
- Il viaggio di nozze d’Eleuterio Rodolfi
- Gigetta ha un fratello terribile d’Eleuterio Rodolfi
- Gigetta e le rane d’Eleuterio Rodolfi
- L'amore sui tetti d’Eleuterio Rodolfi
- Amor pacifico d’Eleuterio Rodolfi
- Il cuore non invecchia (it) d’Eleuterio Rodolfi
- Una difficile liquidazione d’Eleuterio Rodolfi
- Non desiderare la donna d'altri d’Eleuterio Rodolfi
- Storie vecchie e fatti nuovi d’Eleuterio Rodolfi
- Il temporale d’Eleuterio Rodolfi
- Rodolfi sogna la guerra d’Eleuterio Rodolfi
- Il gabinetto numero 13

1916
- I guanti di Gigetta d’Eleuterio Rodolfi
- Gigetta e il pappagallo d’Eleuterio Rodolfi
- Gigetta non ha amanti d’Eleuterio Rodolfi
- La presa della Bastiglia d’Eleuterio Rodolfi
- La trovata del brasiliano de Filippo Castamagna
- Straccetto de Filippo Castamagna
- I raggi ultravioletti d’Eleuterio Rodolfi
- La meridiana del convento d’Eleuterio Rodolfi[7]
- Testamento bizzarro d’Eleuterio Rodolfi
- Gigetta l'avventuriera
- Gigetta e gli alpinisti
- Gigetta ed i suoi angeli custodi
- Gigetta è pedinata
- Chi è il merlo? d’Eleuterio Rodolfi
- Il gabbamondo d’Eleuterio Rodolfi
- Lui, lei, l'altro d’Eleuterio Rodolfi
- Preferisco l'inferno d’Eleuterio Rodolfi

### Après 1916
- 1917 : Il fiacre n. 13 (it) d’Alberto Capozzi et Gero Zambuto
- 1917 : I raggi Z
- 1917 : Ah! Le donne! d’Eleuterio Rodolfi
- 1917 : Le due spose d’Achille Consalvi
- 1918 : Ercole de Febo Mari
- 1920 : La bambola e il gigante (it) de Ermanno Geymonat (it)
- 1921 : Più che il sole! d’Ermanno Geymonat
- 1953 : Les Vitelloni de Federico Fellini
- 1961 : La corona di fuoco de Luigi Latini De Marchi : gouvernante
- 1961 : Capitaine Tempête (La spada della vendetta) de Luigi Latini De Marchi
- 1963 : Huit et demi de Federico Fellini
- 1963 : I 4 tassisti de Giorgio Bianchi

## Crédit d’auteurs
- (it) Cet article est partiellement ou en totalité issu de l’article de Wikipédia en italien intitulé « Gigetta Morano » (voir la liste des auteurs).